# Setodes dhanika
Setodes dhanika är en nattsländeart som beskrevs av Schmid 1987. Setodes dhanika ingår i släktet Setodes och familjen långhornssländor. Inga underarter finns listade i Catalogue of Life.